# Podagrion obscurum
Podagrion obscurum är en stekelart som först beskrevs av John Obadiah Westwood 1847.  Podagrion obscurum ingår i släktet Podagrion och familjen gallglanssteklar. Inga underarter finns listade i Catalogue of Life.